# Las Hormazas
Las Hormazas ist ein Ort und eine Gemeinde (municipio) mit 99 Einwohnern (Stand: 2024) in der Provinz Burgos in der nordspanischen Autonomen Region Kastilien-León. Die Gemeinde gehört zur Comarca Odra-Pisuerga. Zur Gemeinde gehören neben dem Hauptort La Parte auch die Ortschaften Borcos, Espinosilla de San Bartolomé und solano.

## Lage
Las Hormazas liegt in der kastilischen Hochebene (meseta) in einer Höhe von etwa 905 Metern ü. d. M. und etwa 32 Kilometer in nordwestlicher Entfernung von der Stadt Burgos. 

## Bevölkerungsentwicklung
| Jahr      | 1970 | 1981 | 1991 | 2001 | 2011 | 2021 |
| Einwohner | 264  | 196  | 169  | 137  | 107  | 98   |

## Wirtschaft
Die Region ist seit Jahrhunderten wesentlich von der Landwirtschaft geprägt; die Bewohner früherer Zeiten lebten hauptsächlich als Selbstversorger, aber auch Handwerk und Kleinhandel spielten eine Rolle. Ein Schwerpunkt lag auf der Anzucht von Bäumen aller Art, die letztlich in ganz Zentralspanien angepflanzt wurden.

## Sehenswürdigkeiten
- Petruskirche (Iglesia de San Pedro) in Solano
- Einsiedelei Unser Lieben Frau von Castillo (Ermita de Nuestra Señora del Castillo)

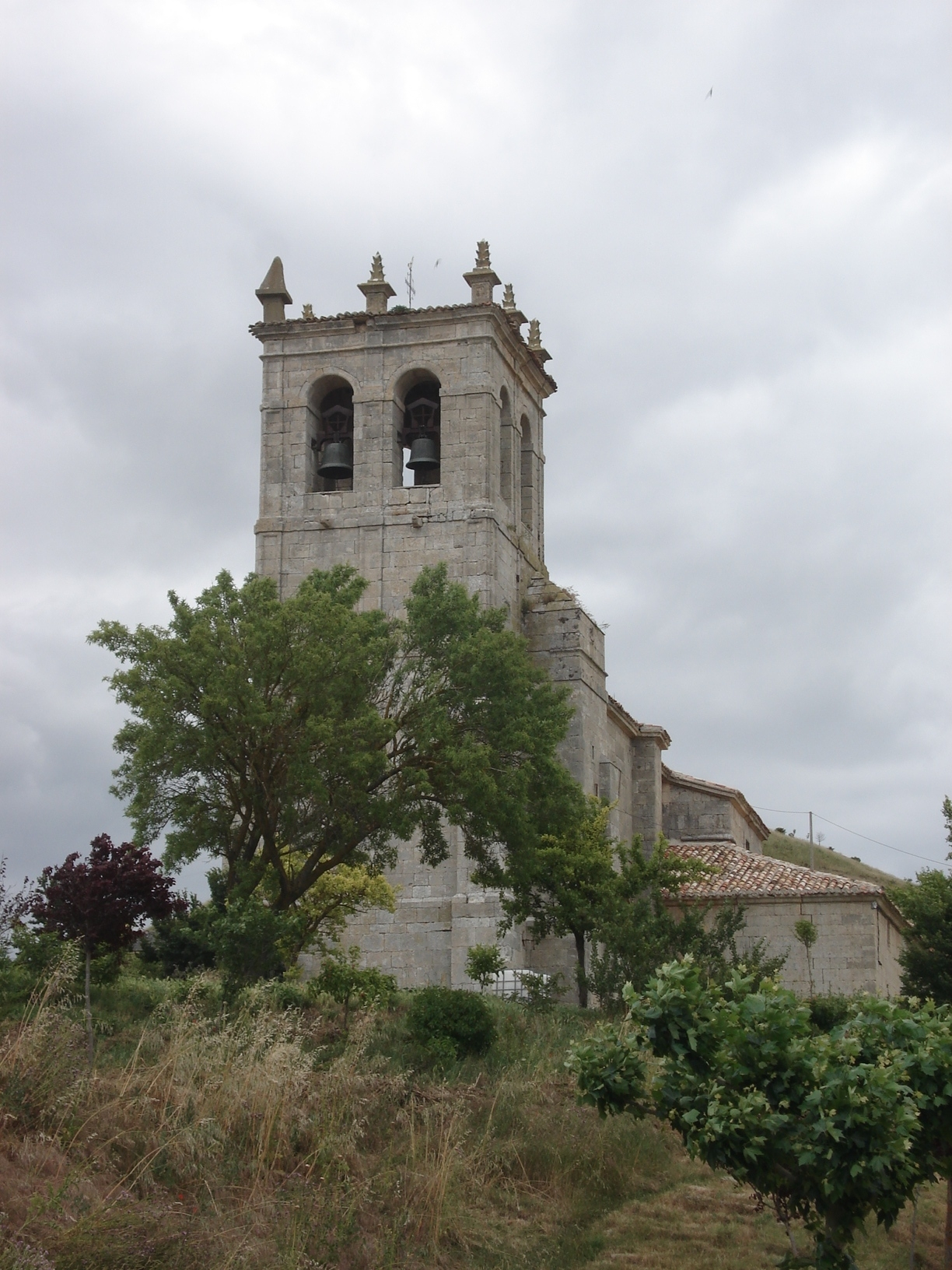
Petruskirche